# 엘리자벳: 더 뮤지컬 라이브
엘리자벳: 더 뮤지컬 라이브(Elisabeth: The Musical Live)는 2024년 개봉된 대한민국의 공연 영화이다.

## 출연

### 주연
- 옥주현 : 엘리자벳 역
- 이해준 : 죽음[2] 역
- 이지훈 : 루케니 역
- 길병민 : 요제프 역

### 조연
- 장윤석 : 황태자 루돌프 역
- 주아 : 대공비 소피 역
- 문성혁 : 막스 공작 역
- 김지선 : 루도비카 역

## 기타
- 원래 이 영화는 2023년 가을에 개봉 예정되어 있었지만, 모종의 이유로 연기되어 1년 뒤인 2024년에 개봉하게 되었다.